# Eduard Hegel
Eduard Hegel (28. února 1911, Barmen – 23. listopadu 2005) byl německý teolog a církevní historik.

## Životopis
Hegel studoval na univerzitách v Münsteru, Mnichově a Bonnu katolickou teologii a historické vědy. V roce 1933 získal titul doktora filozofie. V roce 1937 byl v Kolíně vysvěcen na kněze. Působil zde pak jako duchovní. V roce 1943 se stal s prací o kolínských arcibiskupech (Maximilian Friedrich von Königsegg-Rothenfels a Maximilian Franz von Österreich) doktorem teologie. Jeho další publikace o kolínském arcibiskupství mu přinesly uznání i mimo region a zařadily se mezi klasická díla. V roce habilitoval na bonnské univerzitě.
Pracoval v semináři v Trevíru a na Vestfálské Wilhelmově univerzitě v Münsteru. V roce 1966 se stal nástupcem Huberta Jedina na univerzitě Friedricha Wilhelma. Byl zakládajícím ředitelem ústavu pro církevní dějiny. Od roku 1976 jmenován emeritním profesorem.
V letech 1967 až 1979 předsedal historickému spolku Dolního Porýní. V roce 1973 byl přijat za člena Akademie věd Severního Porýní - Vestfálska.
Získal titul čestného preláta (1974) a apoštolského protonotáře (1985).

## Publikace
- Colonia Sacra. Zur Geschichte der Kirchen im Erzbistum Köln: Balduin Pick Verlag, Kolín, svazek 1, 1947.
- Geschichte der Katholisch-Theologischen Fakultät Münster 1773–1964; Münster: Aschendorff Teil 1: 1966, díl 2: 1971.
- Geschichte des Erzbistums Köln
  - svazek 1: Das Bistum Köln von den Anfängen bis zum Ende des 12. Jahrhunderts; Bachem 1998; ISBN 3761601581; spoluautor Friedrich W. Oediger
  - svazek 2: Das Bistum Köln im späten Mittelalter 1191–1515; Bachem 1994; ISBN 3761611498; spoluautor Wilhelm Janssen
  - svazek 4: Das Erzbistum Köln zwischen Barock und Aufklärung, vom Pfälzischen Krieg bis zum Ende der französischen Zeit; Bachem 1999; ISBN 3761603894
  - svazek 5: Das Erzbistum Köln zwischen der Restauration des 19. Jahrhunderts und der Restauration des 20. Jahrhunderts; Bachem 1999; ISBN 376160873X